# Dandy in the Underworld
Dandy in the Underworld — дванадцятий студійний альбом англійської групи T. Rex, який був випущений 11 березня 1977 року.

## Композиції
1. Dandy in the Underworld – 4:33
2. Crimson Moon – 3:22
3. Universe – 2:43
4. I'm a Fool For You Girl – 2:16
5. I Love to Boogie – 2:14
6. Visions of Domino – 2:23
7. Jason B. Sad – 3:22
8. Groove a Little – 3:24
9. The Soul of My Suit – 2:37
10. Hang Ups – 3:28
11. Pain and Love – 3:41
12. Teen Riot Structure – 3:33

## Склад
- Марк Болан - вокал, гітара
- Стів Каррі - бас
- Глорія Джонс - бек-вокал
- Деві Луттон - барабани